# Komzsík Attila
Komzsík Attila (Párkány, 1974. február 26. –) matematikus, dékán.

## Élete
1992-1997 között a nyitrai Konstantin Filozófus Egyetemen matematika-fizika tanári képesítést szerzett. 1997-2004 a nyitrai KFE között a matematika tanszékének munkatársa. 1999-ben kisdoktori címet szerzett. 2004-2006 a Közép-európai Tanulmányok Kara matematika-informatika tanszék munkatársa. 2005-ben PhD. fokozatot szerzett. 2006-ban a tanszék vezetője lett, majd dékánhelyettes és 2016-ig dékán.
1999-2002 között a Selye János Kollégium tagja. 2000-2002 között a Kempelen Farkas Társaság elnöke, 2005-től a Jedlik Ányos Polgári Társulás elnöke.

## Elismerései
- 2016 A szlovákiai magyar nyelvű oktatást támogató tevékenységéért elismerés[2]
- 2016 Magyar Érdemrend Lovagkeresztje[3]